# Царенко Владислав Миколайович
Владисла́в Микола́йович Царе́нко (28 червня 1971 — 15 жовтня 2014) — солдат 24-го окремого штурмового батальйону «Айдар» Збройних сил України, загинув в ході російсько-української війни.

## Життєпис
Народився 1971 року в місті Київ. 1988-го закінчив київську середню школу № 72, брав активну участь у спортивних досягненнях школи й району. 1989 року був призваний на строкову службу; внутрішні війська — особливого призначення, служив у гарячих точках. 1991-го звільнився з армії, вступив до Української міжнародної школи особистих охоронців. Проживав у Святошинському районі Києва, був інструктором із рукопашного бою, займався підприємництвом. До 1997 року працював у Державному підприємстві «Інком».
Брав активну участь у подіях Помаранчевої революції — був у складі козацької сотні. У часі війни — солдат групи «Золота сотня» 24-го батальйону територіальної оборони «Айдар», псевдо «Цар».
15 жовтня 2014-го група батальйону «Айдар» виїхала на підсилення блокпоста № 32 біля села Сміле (Слов'яносербський район) і потрапила в засідку на Лисичанській трасі. Загинули 8 бійців, 2 були захоплені у полон, ще 3 поранені.
27 жовтня вивезли з місця бою частину тіл загиблих, троє айдарівців ідентифіковані — це Олександр Піскіжов, Юрій Полєно та Владислав Царенко.
Залишились мама та донька 1996 р.н.
31 жовтня 2014-го похований у місті Київ, Берковецьке кладовище.

## Нагороди та вшанування
За особисту мужність і героїзм, виявлені у захисті державного суверенітету та територіальної цілісності України, вірність військовій присязі під час російсько-української війни, відзначений — нагороджений
- 25 грудня 2015 року — орденом «За мужність» III ступеня (посмертно)[1]
- медаль ВГО «Країна» «Доброволець АТО» (посмертно)
- Його портрет розміщений на меморіалі «Стіна пам'яті полеглих за Україну» в Києві: секція 4, ряд 4, місце 37
- Відзнака «За вірність присязі»
- Медаль «Честь. Слава. Держава»
- Відзнака «Герой Киянин»
- Орден Українського козацтва IV ступеня «Віра»
- Вшановується 15 жовтня на щоденному церемоніалі вшанування українських захисників, які загинули цього дня в різні роки внаслідок російської збройної агресії[2]